# Altaj (město)
Altaj (mongolsky Алтай) je hlavní město Gobialtajského ajmagu. Město leží v západním Mongolsku a má 19 300 obyvatel (odhad z roku 2006).

## Doprava
Místní letiště má jednu dráhu a slouží k pravidelným letům do Arvajchíru a Ulánbátaru.